# Vision parallèle
Pour plus de détails, voir Fiche technique et Distribution.
Vision parallèle (The Sight) est un téléfilm américano-britannique réalisé par Paul W. S. Anderson, diffusé en 2000.

## Synopsis
Michael Lewis, un jeune architecte Américain est à Londres pour restaurer un vieil hôtel d'époque. Mais il est en proie à des visions, des mauvais rêves qui vont le pousser dans une aventure policière dont il ne pouvait se douter...

## Fiche technique
Sauf indication contraire, les informations mentionnées dans cette section peuvent être confirmées par la base de données cinématographiques IMDb,  présente dans la section « Liens externes ».
- Titre : Vision parallèle
- Titre original : The Sight
- Réalisation : Paul W. S. Anderson
- Scénario : Paul W. S. Anderson
- Musique : Jocelyn Pook
- Pays d'origine : Royaume-Uni
- Genre : thriller, horreur et fantastique
- Durée : 86 minutes
- Date de sortie : 
  -  Royaume-Uni : 10 septembre 2000 (TV)
  -  États-Unis : 29 octobre 2000 (TV)

## Distribution
- Andrew McCarthy : Michael Lewis
- Kevin Tighe : Jake
- Amanda Redman : l'inspecteur Pryce
- Jessica Oyelowo : Isobel
- Michaela Dicker : Alice
- Honor Blackman : Margaret Smith
- Alexander Armstrong : Charles Dodgson
- Eamon Geoghegan : le prêtre
- Oliver Darley : Andrew Norrington
- Charles Simon : M. Douglas
- Edie Falco : un fantôme
- Jason Isaacs : un fantôme

## Production
À l'origine, ce téléfilm aurait dû être le pilote d'une série télévisée.